# Подборски, Стив
Сти́вен Гре́гори Подбо́рски (англ. Stephen Gregory Podborski; род. 25 июля 1957, Торонто) — канадский горнолыжник, специалист по скоростному спуску. Выступал за сборную Канады по горнолыжному спорту в 1973—1984 годах, бронзовый призёр зимних Олимпийских игр в Лейк-Плэсиде, обладатель Кубка мира, трёхкратный чемпион национального первенства. Также известен как телекомментатор и спортивный функционер.

## Биография
Стив Подборски родился 25 июля 1957 года в городе Торонто провинции Онтарио, Канада. Впервые встал на лыжи в возрасте двух с половиной лет, проходил подготовку в лыжном клубе Craigleith. Принадлежал к группе так называемых «сумасшедших кэнакс» (или «канадцев-камикадзе»), состоявшей из пяти канадских горнолыжников, прославившихся своей скоростной и крайне отчаянной техникой спуска.
В 1973 году вошёл в состав канадской национальной сборной и год спустя в семнадцать лет дебютировал в Кубке мира, сумев на отдельных этапах дважды попасть в десятку сильнейших. Планировалось его участие в зимних Олимпийских играх 1976 года в Инсбруке, однако незадолго до начала этих соревнований он получил травму колена и вынужден был отказаться от поездки.
Принимал участие в чемпионате мира 1978 года в Гармиш-Партенкирхене, где стал седьмым в скоростном спуске, занял 33 место в гигантском слаломе, тогда как в обычном слаломе не финишировал.
В 1979 году Подборски впервые одержал победу на этапе Кубка мира, выиграв скоростной спуск на склонах в Мерзине.
Благодаря череде удачных выступлений удостоился права защищать честь страны на Олимпийских играх 1980 года в Лейк-Плэсиде — в зачёте скоростного спуска занял итоговое третье место и завоевал тем самым бронзовую олимпийскую медаль, пропустив вперёд только австрийцев Леонарда Стока и Петера Вирнсбергера.
Сезон 1981/82 оказался одним из самых успешных в его спортивной карьере, Подборски одержал победу на трёх этапах Кубка мира и стал первым североамериканским спортсменом, сумевшим выиграть общий зачёт в скоростном спуске. За это выдающееся достижение по итогам сезона был награждён офицерским Орденом Канады. При всём при том, на мировом первенстве в Шладминге занял в своей дисциплине лишь девятое место.
Находясь в числе лидеров главной горнолыжной команды Канады, Стив Подборски благополучно прошёл отбор на Олимпийские игры 1984 года в Сараево — на сей раз попасть в число призёров не смог, показал в скоростном спуске восьмой результат.
Вскоре по окончании сараевской Олимпиады принял решение завершить карьеру профессионального спортсмена. За свою длительную спортивную карьеру в общей сложности 20 раз поднимался на пьедестал почёта различных этапов Кубка мира, в том числе восемь раз был победителем, кроме того, 34 раза попадал в десятку сильнейших. Является трёхкратным чемпионом Канады по горнолыжному спорту.
Завершив спортивную карьеру, занял должность директора по спортивному маркетингу в канадской национальной телекоммуникационной компании Telus. В период 1998—2006 годов комментировал олимпийские соревнования по горнолыжному спорту, фристайлу и сноуборду на телеканалах CBS и NBC. Входил в состав организационного комитета зимних Олимпийских игр 2010 года в Ванкувере, где отвечал за международные отношения, принимал участие в эстафете олимпийского огня. Возглавлял административный штаб канадской сборной на Олимпиаде 2014 года в Сочи.
Введён в Канадский олимпийский зал славы (1985), Канадский лыжный зал славы (1986), Канадский спортивный зал славы (1987), член Спортивного зала славы Онтарио (2006).